# Jacques Chaban-Delmas
Jacques Chaban-Delmas (7. března 1915 Paříž – 10. listopadu 2000 Paříž) byl francouzský politik. Chaban nebylo jeho původní jméno, ale přezdívka z odbojového hnutí, kterou si po válce ke jménu připojil. Byl představitelem gaullismu. V letech 1969–1972, v éře prezidenta Georgese Pompidoua, byl premiérem Francie. Zastával i řadu dalších vládních funkcí: ministr veřejných prací, dopravy a turismu (1954–1955), ministr pro otázky bydlení (1954), státní ministr (1956–1957), ministr obrany (1957–1958). Ve třech obdobích byl předsedou Národního shromáždění (1958–1969, 1978–1981, 1986–1988). Roku 1974 byl kandidátem své strany Union des Démocrates pour la République na prezidenta, v prvním kole hlasování skončil třetí, když získal 15,11 procent hlasů. V letech 1947–1995 byl nepřetržitě starostou města Bordeaux.